# Carlos Bernard
Carlos Bernard Papierski (sinh ngày 12 tháng 10 năm 1962) là một diễn viên và đạo diễn người Mỹ, nổi tiếng nhất với vai diễn Tony Almeida của mình trong 24, loạt phim mà anh tham gia từ năm 2001 đến 2006, sau đó tái xuất năm 2009 và trong loạt phim spin-off 24: Legacy năm 2017. Anh nhận được một bằng mỹ thuật từ Nhà hát American Conservatory tại San Francisco sau khi học xong Đại học bang Illinois.

## Cuộc sống
Bernard được sinh ra vào ngày 12 tháng 10 năm tại Evanston, Illinois và lớn lên tại Chicago, Illinois, là người nhỏ nhất trong ba anh em. Anh cũng là người gốc Ba Lan và Tây Ban Nha, mẹ của anh đến từ Madrid. Bernard tốt nghiệp trường trung học New Trier và quan tâm đến diễn xuất trong những năm trung học. Sau đó, anh học Đại học bang Illinois và nhận được một bằng mỹ thuật từ Nhà hát American Conservatory tại San Francisco. Bernard bắt đầu diễn xuất trên sân khấu nhưng nhanh chóng chuyển sang truyền hình.

## Gia đình
Bernard nói thông thạo tiếng Tây Ban Nha, Nga và Đức.
Anh kết hôn với nữ diễn viên Sharisse Baker vào năm 1999. Họ có một đứa con gái tên Natalie được sinh ra vào tháng 8 năm 2003. Anh cũng là bạn bè với Kiefer Sutherland, Reiko Aylesworth và Mary Lynn Rajskub, những người đóng chung với anh trong 24.

## Phim ảnh
| Năm  | Phim/Truyền hình           | Vai diễn                                 | Ghi chú |
| ---- | -------------------------- | ---------------------------------------- | --- |
| 1996 | The Killing Jar            | Chajén                                   | |
| 1997 | Sunset Beach               | Intern                                   | |
| 1997 | Night Man                  | Parker's Henchman                        | Tập: "In the Still of the Night"                                                                                                |
| 1997 | Silk Stalkings             | Bradley Babcock                          | Tập: "Pink Elephants" |
| 1997 | F/X: The Series            | Roberto                                  | Tập: "French Kiss" |
| 1998 | Men in White               |                                          | |
| 1999 | The Young and the Restless | Rafael Delgado                           | |
| 1999 | Babylon 5: A Call to Arms  | Communications                           | |
| 2000 | The Colonel's Last Flight  | Rosario                                  | |
| 2000 | Mars and Beyond            | Lt. Ronaldo Alvarez                      | |
| 2001 | 24                         | Tony Almeida                             | 2001–2006, 2009, 2014 (115 tập + 1 tập đặc biệt 24: Solitary phát hành độc quyền cho 24: Live Another Day trên Blu-Ray và DVD.) |
| 2001 | Walker, Texas Ranger       | Raoul 'Skull' Hidalgo                    | Tập: "Without a Sound" |
| 2001 | Vegas, City of Dreams      | Chico Escovedo                           | |
| 2006 | 10.5: Apocalypse           | Dr. Miguel Garcia                        | |
| 2006 | 24: The Game               | Tony Almeida                             | |
| 2007 | Nurses                     | Dr. Richmond                             | |
| 2008 | Alien Raiders              | Aaron Ritter                             | |
| 2010 | Burn Notice                | Gabriel                                  | Tập: "Good Intentions" |
| 2010 | Full Nelson                |                                          | |
| 2010 | Angel Camouflaged          | Jude Stevens                             | |
| 2010 | Scoundrels                 | Det. Sgt. Mack                           | Series Regular |
| 2010 | The Blue Wall              | David Keenan                             | |
| 2011 | Ghost Storm                | Hal Miller                               | |
| 2011 | Charlie's Angels           | Pajaro / Rodrigo                         | Tập: "Angel with a Broken Wing"                                                                                                 |
| 2011 | CSI: Miami                 | Diego Navarro - Nemesis of Horatio Caine | Recurring Cast |
| 2012 | Dallas                     | Vicente Cano                             | Recurring Cast |
| 2012 | Hawaii Five-0              | Agent Channing                           | 2 tập: "Doubt", "Evil Woman" |
| 2013 | Castle                     | Jared Stack                              | 1 tập; "The Human Factor" |
| 2014 | Motive                     | Kurt Taylor                              | 1 tập; "Overboard" |
| 2014 | Major Crimes               | Pete Sims                                | 1 tập; "Acting Out" |
| 2015 | The Inspectors             |                                          | Đạo diễn, 4 tập |
| 2015 | Madam Secretary            | Manuel Barzan                            | 1 tập: "You Say You Want a Revolution"                                                                                          |